# Mitsubishi L200
Le Mitsubishi L200 est un pick-up tout terrain, fabriqué par le constructeur automobile japonais Mitsubishi Motors. Moteur : 2,5 L - 3 L turbodiesel. Le modèle 1986-1996 est connu sous le nom de « K34T » et « Strada » pour les modèles import japonais. Le modèle 1998-2006 est connu aussi sous le nom de « K74T » et « Strada ». Pour le modèle double cabine, transmission normale, propulsion ou 4×4 enclenchable.
Pour le modèle simple cabine, transmission propulsion uniquement.
Pour les modèles K34T et K74T, le châssis, la motorisation, toutes les pièces mécaniques sont identiques. La grande modification a été au niveau carrosserie avec des formes plus arrondies, ainsi que la mise en place d'un turbo intercooler. Généralement, le L200 K74T a un mécanisme plus efficace et plus fluide que le modèle suivant (le Sportero) dans plusieurs pays.

## Troisième génération (1996-2006)

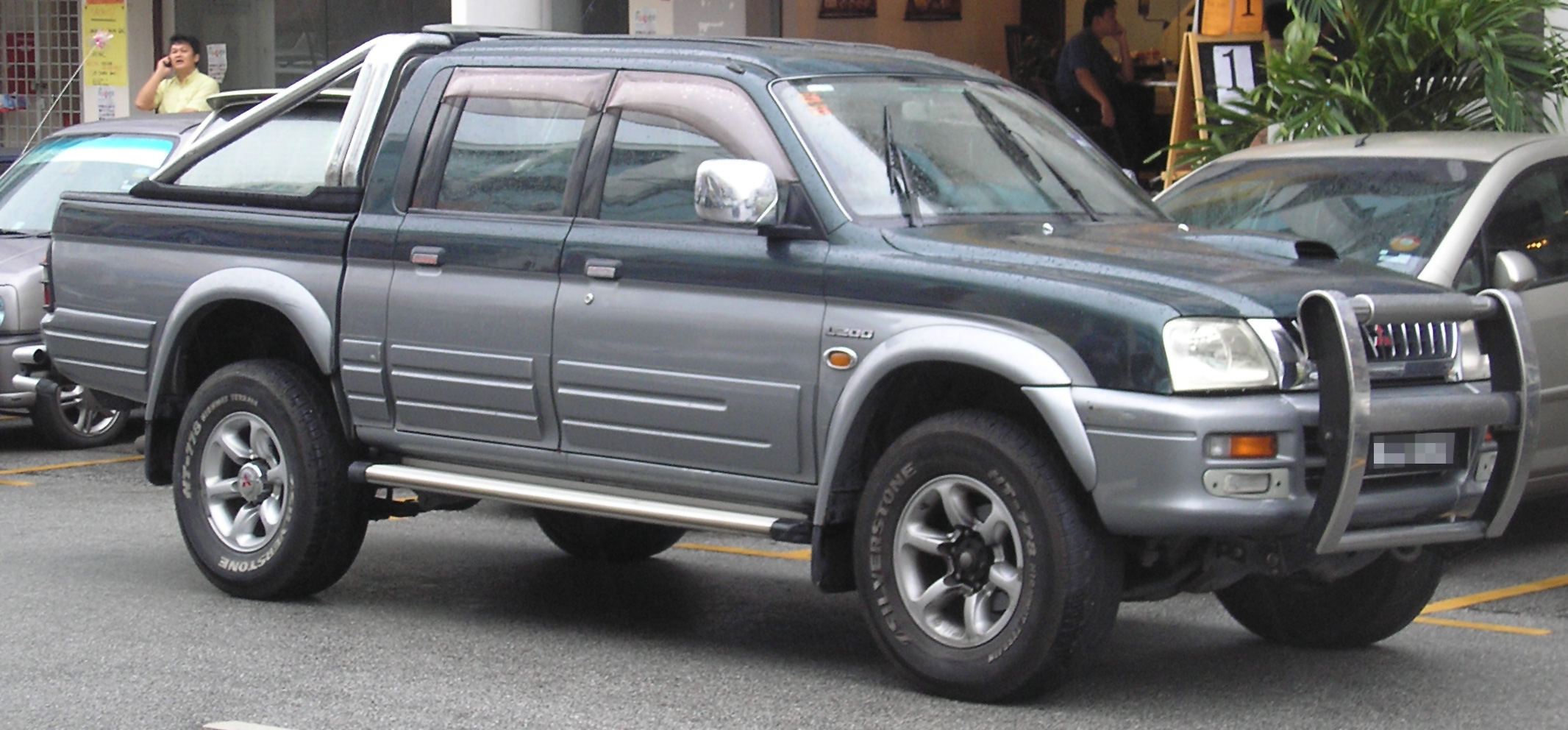
Avant.

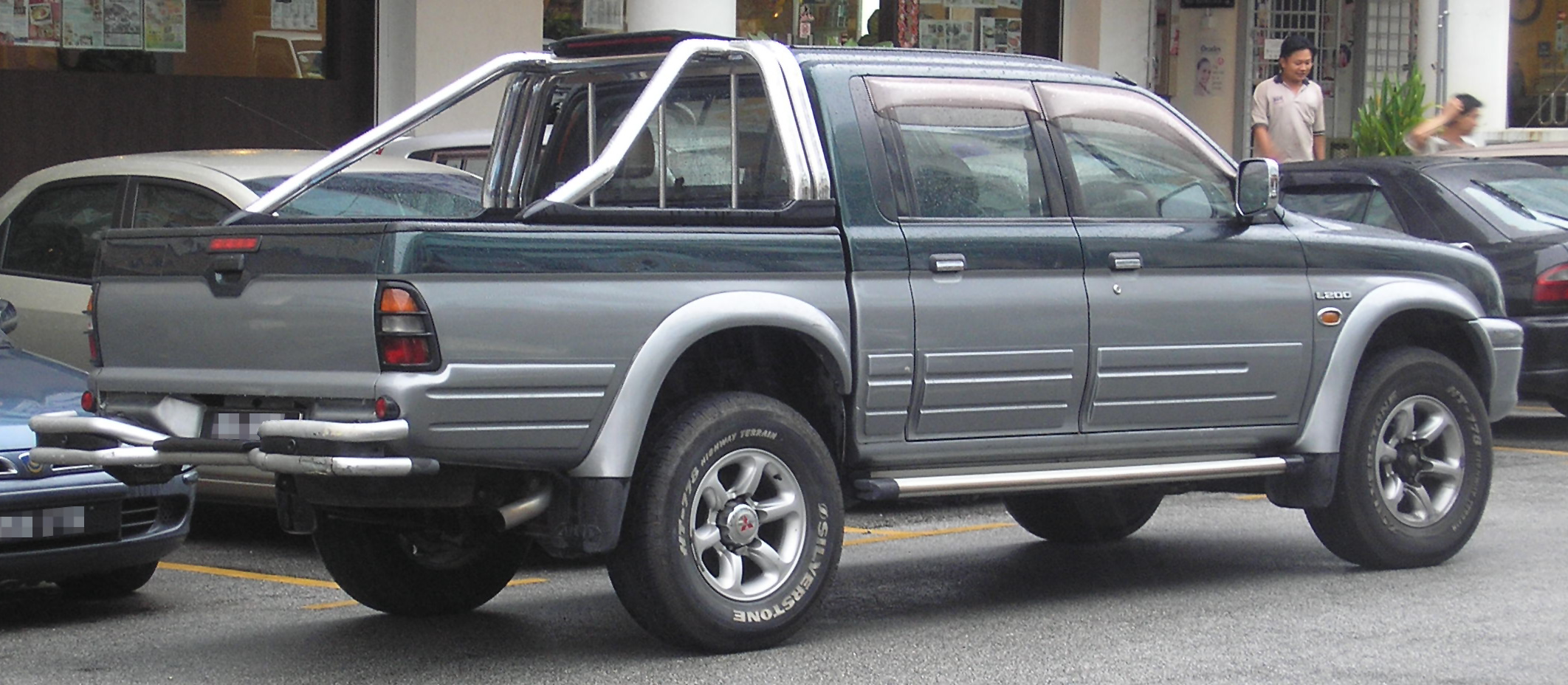
Arrière.

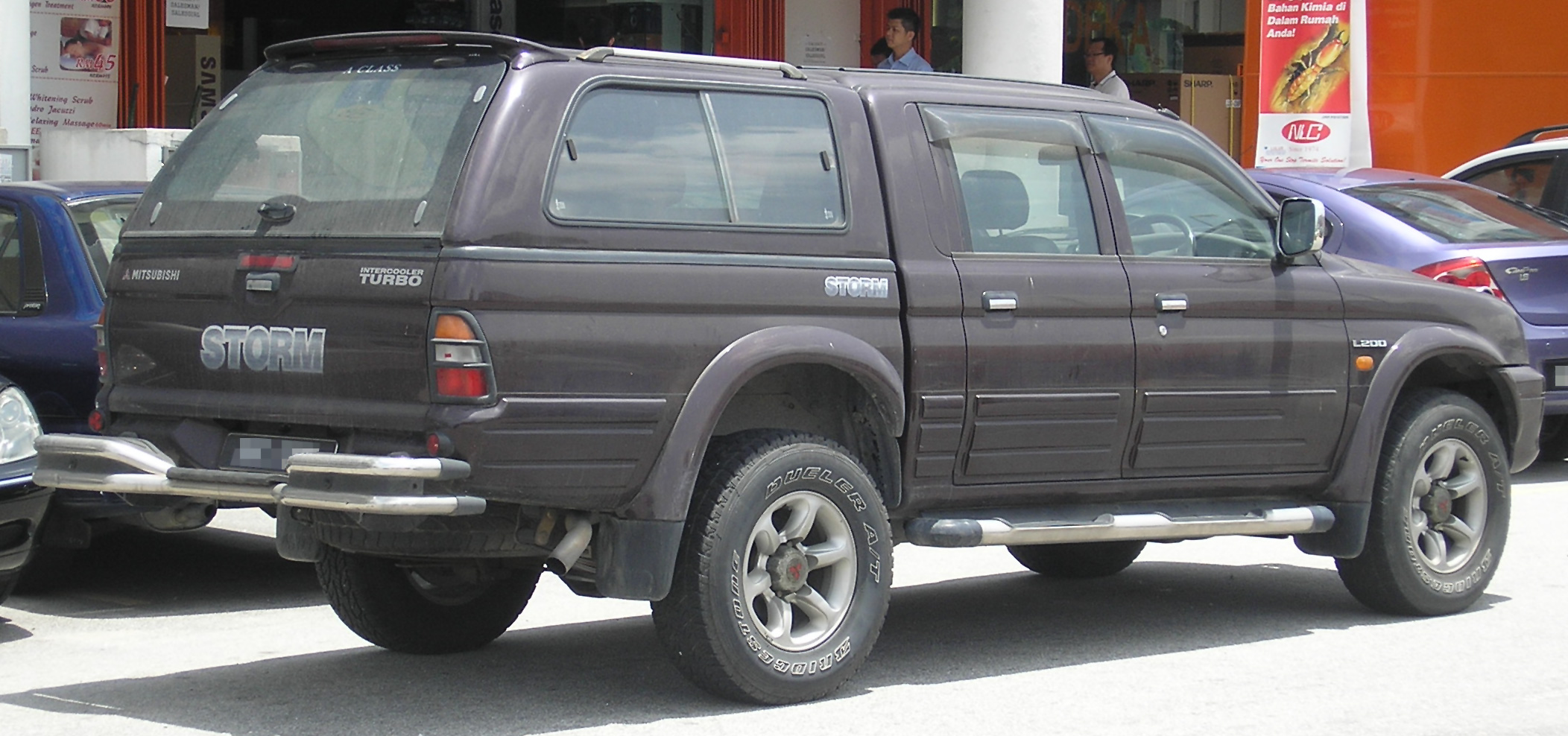
Hardtop.

## Quatrième génération (2006-2015)

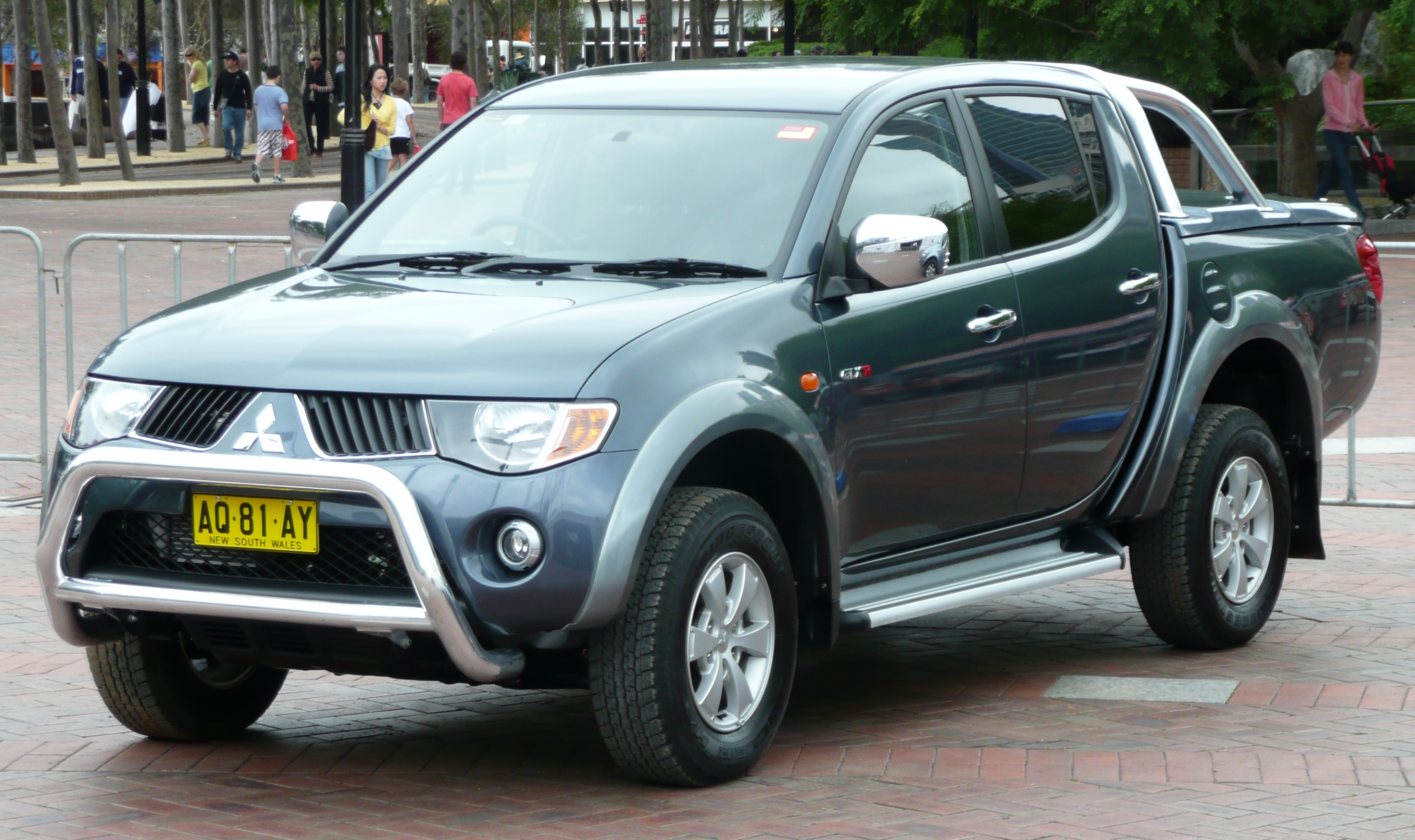
Le Mitsubishi L200/Triton 4e série.

La quatrième série est l'œuvre de Akinori Nakanishi. Ce nouveau modèle a été lancé en 2005 au titre du MY 2006. Il est fabriqué dans l'usine Mitsubishi en Thaïlande et exporté dans 140 pays, sauf aux États-Unis, marché réservé au Mitsubishi Raider.
Par rapport à la version précédente, ce modèle est entièrement nouveau. La carrosserie reprend le style contemporain du dernier Mitsubishi Pajero. L'habitacle, quant à lui, a enfin progressé au niveau des finitions et de la qualité des matériaux pour atteindre un niveau comparable à celui des berlines de la marque. Les barres de torsion avant ont été abandonnées et remplacées par des suspensions plus modernes. Le réglage des suspensions arrière a été révisé. Tout cela produit un confort supérieur avec un comportement plus doux.
Le moteur 2,5 litres de la version précédente a été conservé mais a bénéficié d'améliorations qui l'ont rendu un peu plus vigoureux mais surtout moins polluant. Renommé 2.5 DI-D, il est conforme aux normes Euro 4 et est disponible dans ses deux versions de 136 ou 167 ch, développant respectivement 314 et 402 N m de couple.
La transmission est de base arrière avec train avant insérable, comme sur les précédentes séries. Mais sur les modèles les plus luxueux, un nouveau système dénommé Super-Select 4WD, dérivé du Mitsubishi Pajero. Grâce à la présence du différentiel central blocable, il est maintenant possible d'utiliser la transmission intégrale sur tous types de fonds, même en cas de fort coefficient d'accrochage, comme sur enrobé sec. Les possibilités sont nombreuses : deux roues motrices (2WD), quatre roues motrices avec centrale libre (4H), quatre roues motrices avec centrale bloquée (4HLC), quatre roues motrices avec réducteur et centrale bloquée (4LLC), sans oublier le blocage du différentiel arrière, insérable avec n'importe quelle forme de traction intégrale. Ouverture des vitres lunette arrière.
La boîte de vitesses est manuelle à cinq rapports ou automatique à quatre rapports, les deux avec réducteur.

### Versions
La quatrième série du Mitubishi L200 est aussi proposée avec de nombreuses variantes. On peut choisir entre une version à deux, quatre et cinq places appelées Single Cab, CLub Cab et Double Cab, avec différents niveaux de finition : Inform (seulement pour la version Club Cab), Invite, Instyle, Insport et la luxueuse et complète Warrior.

### Prestations et consommations
Les versions avec le moteur de 136 ch sont homologuées avec une vitesse maxi de 167 km/h et une accélération 0-100 km/h de 14,6 s. La consommation officielle est de 8,6 L aux 100 km. La version équipée du moteur de 167 ch est homologuée pour une vitesse de 172 km/h et une consommation de 9,0 L aux 100 km.

### Sécurité
En 2008, le modèle a été soumis, avec deux de ses concurrents, les Nissan Navara et Isuzu D-Max, au crash test Euro NCAP. Le L200 a obtenu le meilleur résultat des trois avec quatre étoiles sur les cinq possibles.

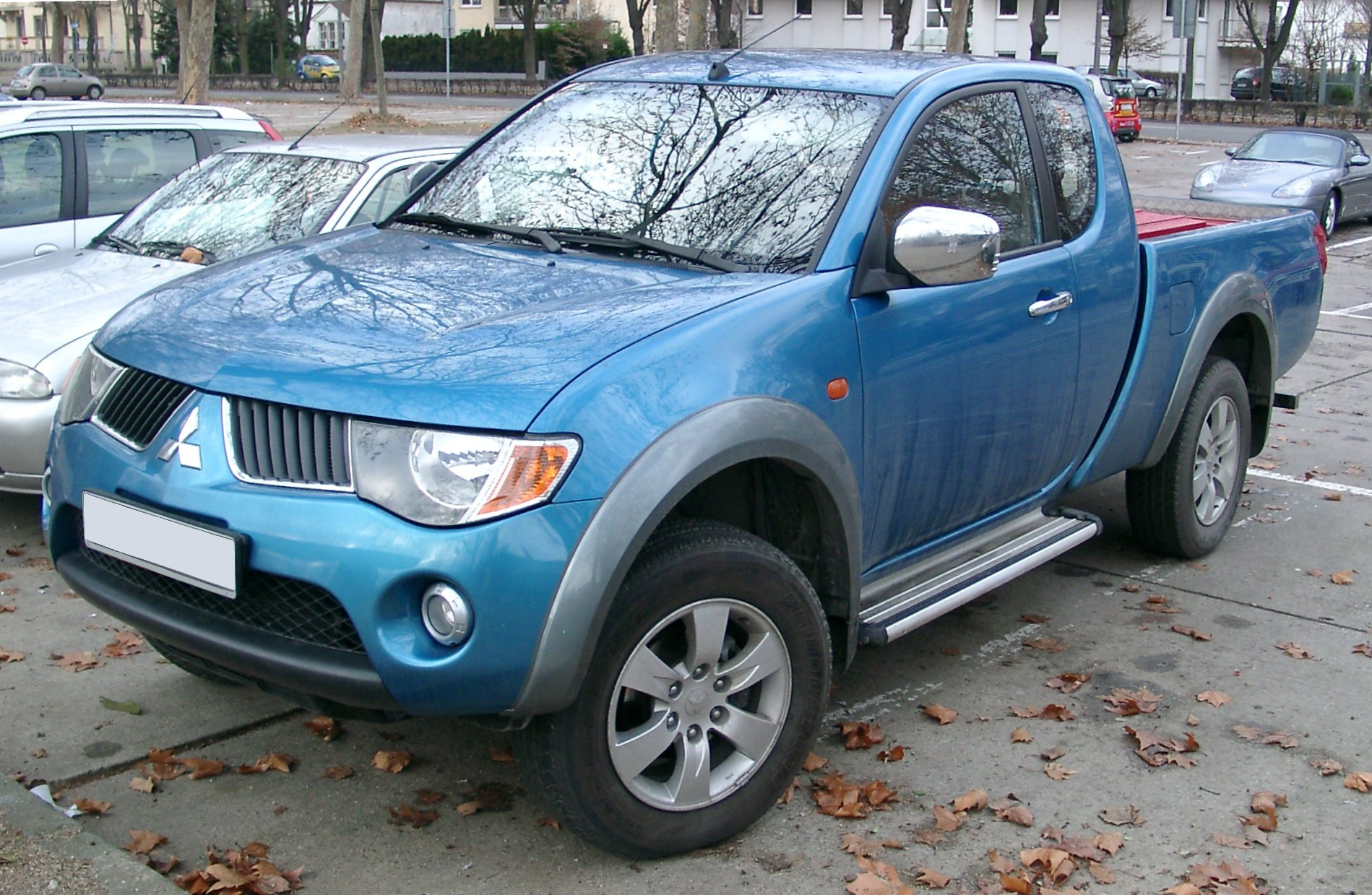
Club cabine.

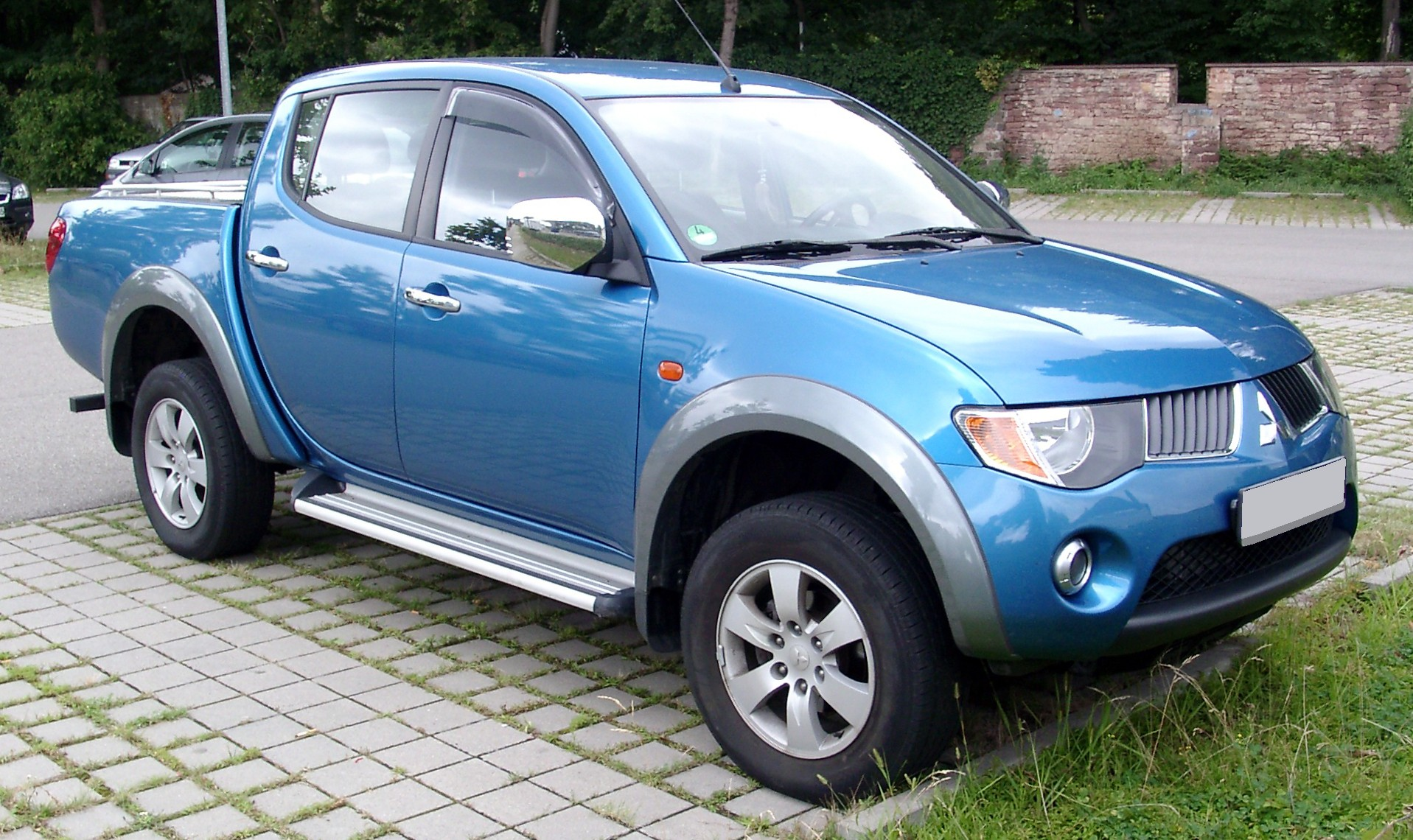
Double cabine.

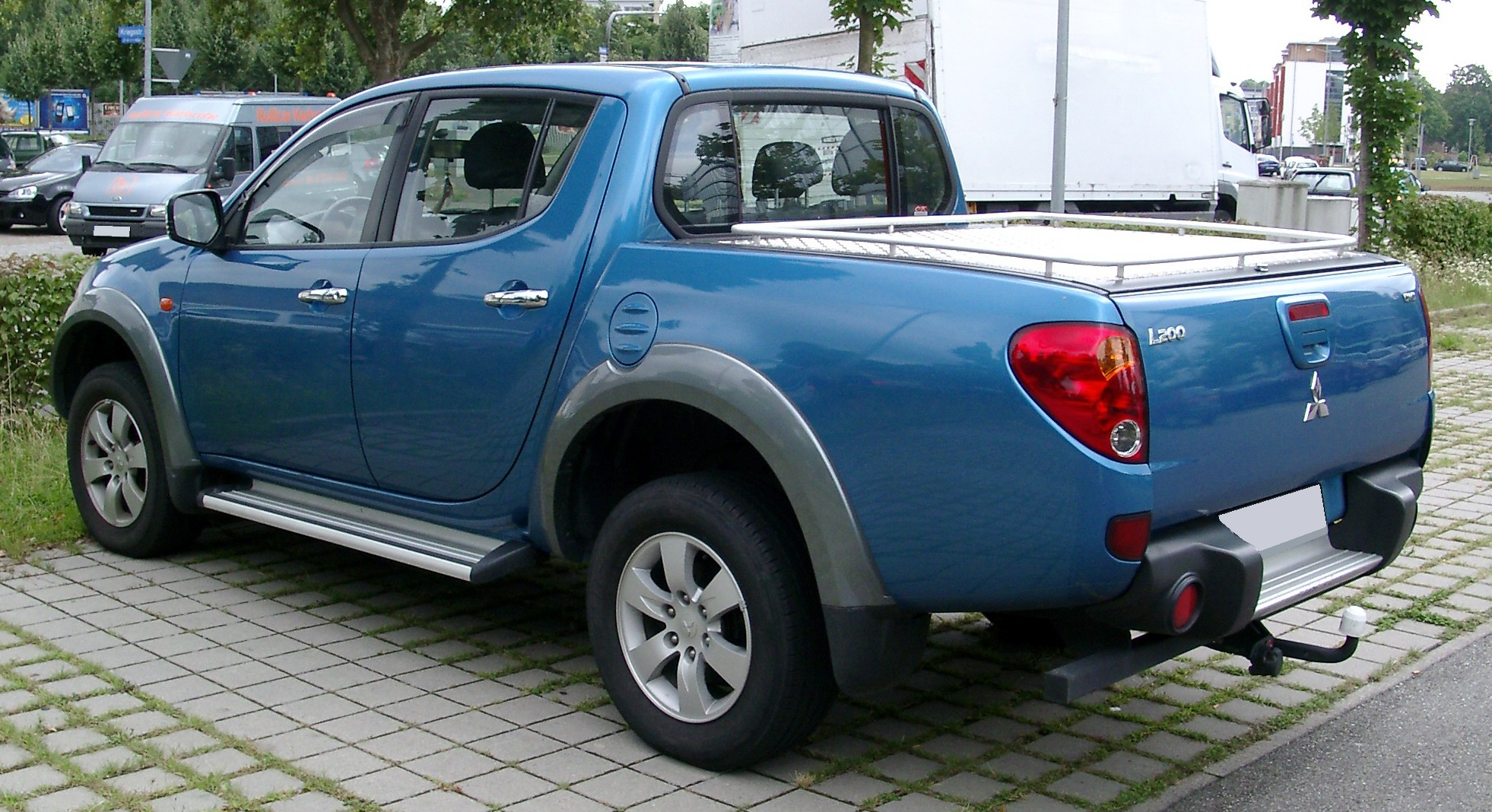
Arrière.

## Cinquième génération (2015-2023)
La 5e génération est présentée au salon international de l'automobile de Genève en mars 2015. Elle obtient la note de 4 étoiles lors du crash test Euro NCAP avec 81 % pour la protection des adultes, 84 % pour celle des enfants, 76 % pour celle des piétons et enfin 64 % pour ses équipements de sécurité.
En 2016, au Salon de Genève, Mitsubishi dévoile des versions concept en mode show-car baptisées Geoseek des ASX et L200.

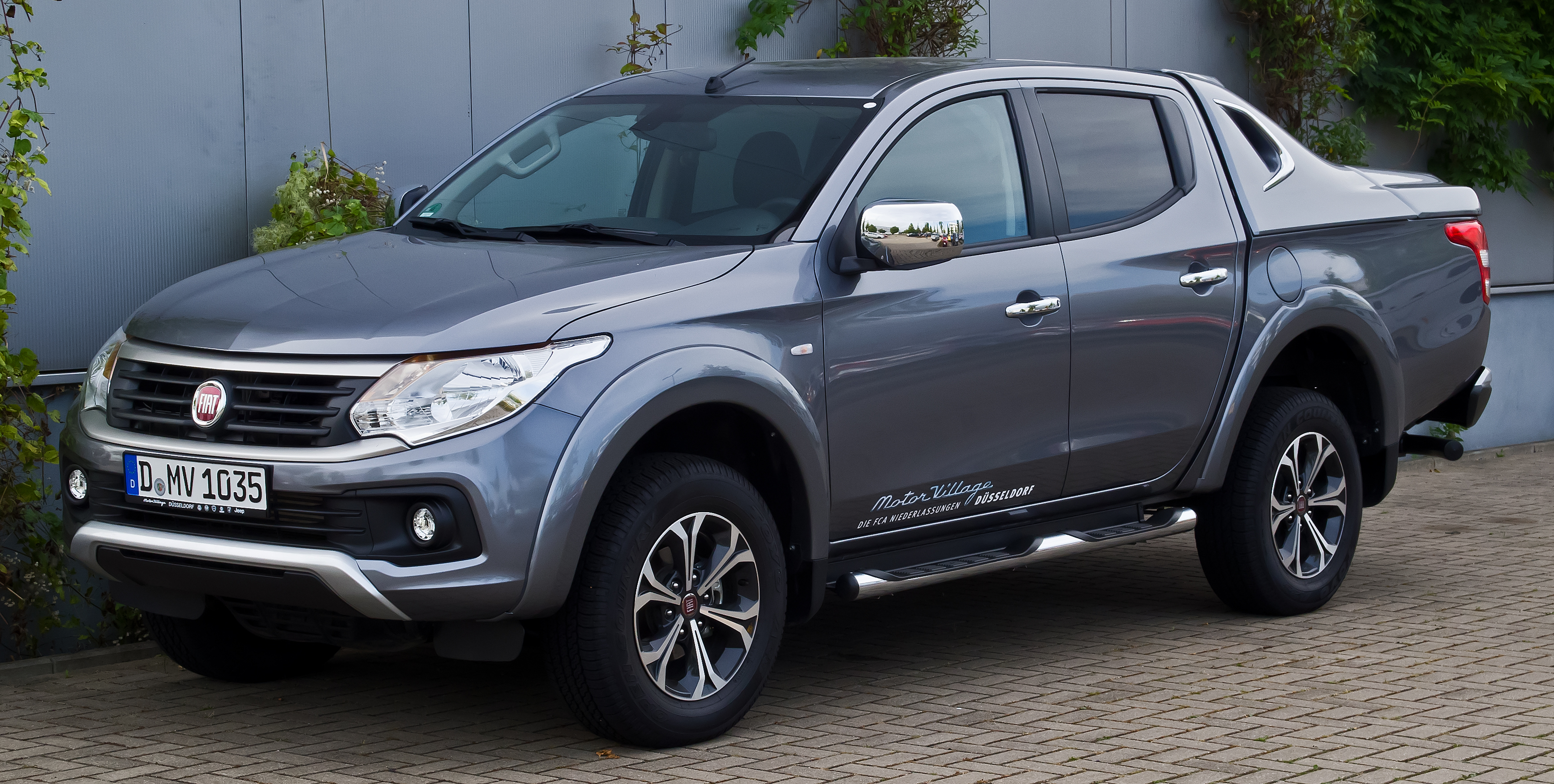
Fiat Fullback.

Le L200 est aussi vendu chez Fiat sous l'appellation « Fullback » depuis fin 2015. Le Fullback se distingue de son cousin japonais par sa calandre et sa ridelle, ils sont sinon identiques en tout point. Au Canada et au Moyen-Orient, le L200 est vendu sous le nom de « Ram 1200 ». Il se nomme « Mitsubishi Triton » en Australie et Israël, « Strada » aux Philippines. Tous ces modèles sont produits dans l'usine Laem Chabang, en Thaïlande. C'est seulement la 3e génération importée en France. Le L200 sera disponible dans plus de 150 pays à travers le monde,.
Mitsubishi présente la phase 2 de la cinquième génération du L200 aux États-Unis au salon de Los Angeles 2018. Elle est disponible à partir du 17 novembre 2018 au Japon.

### Prestations et consommations
Le L200 est aminé par un tout nouveau moteur en aluminium 2.4 DI-D turbodiesel qui développe de 154 à 181 ch. Cette puissance permet de tracter une remorque freinée pesant jusqu'à 3 100 kg ou de déplacer 1 030 kg dans la benne (valeur similaire à ses concurrents directs). Par rapport à la précédente génération de L200, le nouveau châssis est plus rigide de 7 %.
Le coefficient aérodynamique est de 0,40 (0,46 pour la précédente version), ce qui diminue légèrement sa consommation. Les émissions de CO2 sont quant à elles dans la moyenne basse de la catégorie. 6,4 à 7,4 l sont nécessaires pour parcourir 100 km en moyenne, sur terrain mixte, plutôt sobre pour sa catégorie. Il faut 2 l de plus avec la boite automatique (seulement disponible sur la finition la plus luxueuse Instyle). Avec ces 1 875 kg, le L200 est 20 à 140 kg plus léger que son prédécesseur (selon des versions), avec un rapport masse/puissance en baisse : à peine plus de 10 kg/ch. Les émissions sont en baisse elles aussi par rapport à la 4e génération, jusqu'à 17 %. Une garde au sol de 21 cm et des rapports courts permettent à ce pick-up de se déplacer partout, ajouté à un angle d'attaque de 30°, un angle ventral de 24° et un angle de fuite plus faible de 22° (dû au porte-à-faux de la benne). Le passage de vitesse courte à vitesse longue se fait désormais grâce à une molette et non par un levier de vitesse comme sur les versions antérieures. La transmission intégrale est enclenchable jusqu'à 100 km/h. Le véhicule possède un rayon de braquage de 5,9 m. Selon le type de transmission et de motorisation choisies, le malus écologique devrait être de plusieurs milliers d'euros. Or les pick-up sont considérés comme des véhicules utilitaires, ce qui les exonère de cette taxe.

### Versions
Comme la plupart des pick-ups du marché, le Mitsubishi L200 est aussi proposé en trois variantes. Elles sont appelées « Single Cab », « Club Cab » et « Double Cab ». Elles ont respectivement deux, quatre et cinq places. La version Single Cab ne possède que deux portes, contre quatre pour les deux autres versions (les portes arrière sont antagonistes en Club Cab). La version Simple Cab n'est pas disponible en Europe, tout comme la version à deux roues motrices (2WD). De nouvelles aides à la conduite ainsi que la caméra de recul ont fait leur apparition sur cette nouvelle génération. Comme toujours, le pick-up peut être équipé d'un hardtop ou d'un arceau. La version Club Cab peut être équipée en option d'une benne basculante. Trois nouvelles peintures de carrosserie sont disponibles, portant ainsi le total à sept.

### Finitions
Le L200 est disponible en quatre finitions :
- Inform Clim ;
- Invite ;
- Intense ;
- Instyle.

Une finition spéciale est lancée en 2017, nommée « Over Rock ». Elle est basée sur la finition Intense et ajoute de nombreux accessoires chromés pour fournir une dotation d'équipement très complète. Cette finition est facturée 38 700 €.

### Concept car
Le constructeur japonais présente le Mitsubishi L200 Absolute concept lors de la 40e édition de l'International Motor Show de Bangkok en mars 2019. Celui-ci est rehaussé de 5 cm grâce à ses suspensions, et comporte des éléments de carrosserie en carbone ainsi que de nouvelles protections.

## Sixième génération (2023-)
La sixième génération de L200 est présentée le 27 juillet 2023 dans sa version thaïlandaise Mitsubishi Triton.

### Concept car
Le L200 VI est préfiguré par le concept car Mitsubishi XRT Concept présenté en mars 2023 au salon international automobile de Bangkok (Bangkok International Motor Show) en Thaïlande.

### Autres pick-up similaires
- Nissan Navara
- Renault Alaskan
- Mercedes Classe X
- Fiat Fullback
- Mazda BT-50
- Isuzu D-Max
- Ford Ranger
- Toyota Hilux
- Volkswagen Amarok